# Danh sách bàn thắng quốc tế của Lionel Messi

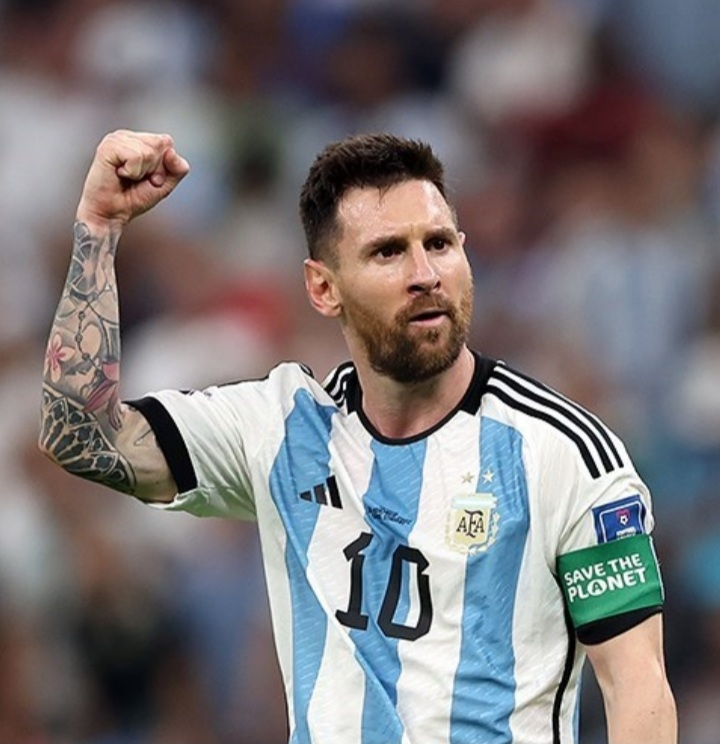
Lionel Messi ăn mừng sau khi ghi bàn thắng vào lưới Mexico tại FIFA World Cup 2022. Anh đã ghi 112 bàn sau 193 lần khoác áo đội tuyển Argentina kể từ năm 2005.

Lionel Messi là một cầu thủ bóng đá chuyên nghiệp người Argentina, người đã đại diện cho đội tuyển bóng đá quốc gia Argentina kể từ khi ra mắt lần đầu vào năm 2005. Kể từ đó, Messi đã ghi 112 bàn sau 193 lần ra sân trong các trận đấu quốc tế, giúp anh trở thành cầu thủ ghi bàn hàng đầu mọi thời đại của đất nước, vượt qua kỷ lục của Gabriel Batistuta, với cú sút phạt trực tiếp vào lưới Hoa Kỳ trong trận bán kết Copa América Centenario vào ngày 21 tháng 6 năm 2016. Ngoài ra, Messi còn trở thành cầu thủ bóng đá nam tại Nam Mỹ ghi nhiều bàn thắng nhất, vượt qua kỷ lục 77 bàn của Pele với cú hat-trick trước đội tuyển Bolivia vào tháng 9 năm 2021. Anh có trận ra mắt đầu tiên cho Argentina trong chiến thắng 2–1 trước Hungary vào ngày 17 tháng 8 năm 2005. Anh đã ghi bàn thắng quốc tế đầu tiên của mình một năm sau đó trong lần ra sân thứ sáu cho đất nước của mình trước Croatia.
Ngày 16 tháng 6 năm 2006, bàn thắng của Messi vào lưới Serbia và Montenegro đã giúp anh trở thành cầu thủ ghi bàn trẻ nhất từng ghi bàn cho Argentina tại FIFA World Cup khi mới 18 tuổi 357 ngày. Anh đã ghi chín hat-trick tại các trận đấu quốc tế và đã ghi hai bàn trong một trận đấu (còn được gọi là cú đúp) trong mười lần. Messi là người ghi bàn nhiều nhất vào lưới đội tuyển Bolivia, với 8 bàn vào lưới mỗi bên. Trong trận đấu giao hữu với đội tuyển Estonia, anh đã có lần đầu tiên ghi 5 bàn thắng trong một trận đấu.
Messi đã ghi 34 bàn ở vòng loại FIFA World Cup, ghi 14 bàn ở Copa América, dẫn dắt đội của mình giành chiến thắng tại giải đấu năm 2021 và năm 2024, đồng thời anh còn lọt vào trận chung kết với Argentina vào các năm 2007, 2015 và 2016. Tại Copa América 2015, Messi bị cáo buộc đã từ chối giải Cầu thủ xuất sắc nhất của giải đấu và chiếc cúp đã bị loại khỏi buổi lễ. Mặc dù vậy, anh đã đồng ý nhận giải thưởng này cho màn trình diễn chói sáng của mình tại giải đấu năm 2021. Messi còn lập một kỷ lục khác khi anh đã ghi 13 bàn tại các giải đấu FIFA World Cup, bao gồm một bàn vào năm 2006, bốn bàn vào năm 2014 (giải đấu mà anh dẫn dắt đội của mình đến trận chung kết và được trao Quả bóng vàng cho cầu thủ xuất sắc nhất), một bàn vào năm 2018 và bảy bàn vào năm 2022 (giải đấu mà anh dẫn dắt đội tuyển Argentina lần thứ ba lên ngôi vô địch World Cup, ghi hai bàn trong trận chung kết và lần thứ hai giành được Quả bóng vàng sau giải đấu). 51 bàn thắng còn lại của anh đều đến từ các trận đấu giao hữu. Bên cạnh đó, anh còn ghi được 14 bàn thắng quốc tế trên sân vận động tượng đài Antonio Vespucio Liberti, kỷ lục bàn thắng nhiều nhất trên một sân vận động.

## Bàn thắng
Tính đến ngày 14 tháng 7 năm 2024
Tỷ số và kết quả liệt kê bàn thắng đầu tiên của Argentina, cột điểm cho biết điểm số sau mỗi bàn thắng của Messi.
| STT | TĐQT | Ngày                 | Địa điểm                                                                 | Đối thủ              | Ghi bản | Kết quả   | Giải đấu                             | Tham khào |
| --- | ---- | -------------------- | ------------------------------------------------------------------------ | -------------------- | ------- | --------- | ------------------------------------ | --------- |
| 1   | 6    | 1 tháng 3 năm 2006   | St. Jakob-Park, Basel, Thụy Sĩ                                           | Croatia              | 2–1     | 2–3       | Giao hữu                             | [ 14 ]    |
| 2   | 8    | 16 tháng 6 năm 2006  | Veltins-Arena, Gelsenkirchen, Đức                                        | Serbia và Montenegro | 6–0     | 6–0       | FIFA World Cup 2006                  | [ 6 ]     |
| 3   | 14   | 5 tháng 6 năm 2007   | Camp Nou, Barcelona, Tây Ban Nha                                         | Algérie              | 2–2     | 4–3       | Giao hữu                             | [ 15 ]    |
| 4   | 14   | 5 tháng 6 năm 2007   | Camp Nou, Barcelona, Tây Ban Nha                                         | Algérie              | 4–2     | 4–3       | Giao hữu                             | [ 15 ]    |
| 5   | 18   | 8 tháng 7 năm 2007   | Metropolitano de Lara, Barquisimeto, Venezuela                           | Perú                 | 2–0     | 4–0       | Copa América 2007                    | [ 16 ]    |
| 6   | 19   | 11 tháng 7 năm 2007  | Sân vận động Cachamay, Puerto Ordaz, Venezuela                           | México               | 2–0     | 3–0       | Copa América 2007                    | [ 17 ]    |
| 7   | 24   | 16 tháng 10 năm 2007 | Sân vận động José Pachencho Romero, Maracaibo, Venezuela                 | Venezuela            | 2–0     | 2–0       | Vòng loại FIFA World Cup 2010        | [ 1 ]     |
| 8   | 26   | 20 tháng 11 năm 2007 | Sân vận động El Campín, Bogotá, Colombia                                 | Colombia             | 1–0     | 1–2       | Vòng loại FIFA World Cup 2010        | [ 18 ]    |
| 9   | 27   | 4 tháng 6 năm 2008   | Sân vận động San Diego, San Diego, Hoa Kỳ                                | México               | 2–0     | 4–1       | Giao hữu                             | [ 19 ]    |
| 10  | 33   | 11 tháng 10 năm 2008 | Sân vận động tượng đài Antonio Vespucio Liberti, Buenos Aires, Argentina | Uruguay              | 1–0     | 2–1       | Vòng loại FIFA World Cup 2010        | [ 20 ]    |
| 11  | 35   | 11 tháng 2 năm 2009  | Sân vận động Vélodrome, Marseille, Pháp                                  | Pháp                 | 2–0     | 2–0       | Giao hữu                             | [ 21 ]    |
| 12  | 36   | 28 tháng 3 năm 2009  | Sân vận động tượng đài Antonio Vespucio Liberti, Buenos Aires, Argentina | Venezuela            | 1–0     | 4–0       | Vòng loại FIFA World Cup 2010        | [ 22 ]    |
| 13  | 44   | 14 tháng 12 năm 2009 | Sân vận động Vicente Calderón, Madrid, Tây Ban Nha                       | Tây Ban Nha          | 1–1     | 1–2       | Giao hữu                             | [ 23 ]    |
| 14  | 52   | 7 tháng 9 năm 2010   | Sân vận động tượng đài Antonio Vespucio Liberti, Buenos Aires, Argentina | Tây Ban Nha          | 1–0     | 4–1       | Giao hữu                             | [ 24 ]    |
| 15  | 54   | 17 tháng 11 năm 2010 | Sân vận động Quốc tế Khalifa, Doha, Qatar                                | Brasil               | 1–0     | 1–0       | Giao hữu                             | [ 25 ]    |
| 16  | 55   | 9 tháng 2 năm 2011   | Sân vận động Genève, Geneva, Thụy Sĩ                                     | Bồ Đào Nha           | 2–1     | 2–1       | Giao hữu                             | [ 26 ]    |
| 17  | 57   | 20 tháng 6 năm 2011  | Sân vận động tượng đài Antonio Vespucio Liberti, Buenos Aires, Argentina | Albania              | 2–0     | 4–0       | Giao hữu                             | [ 27 ]    |
| 18  | 64   | 7 tháng 10 năm 2011  | Sân vận động tượng đài Antonio Vespucio Liberti, Buenos Aires, Argentina | Chile                | 2–0     | 4–1       | Vòng loại FIFA World Cup 2014        | [ 28 ]    |
| 19  | 67   | 15 tháng 11 năm 2011 | Sân vận động đô thị Roberto Meléndez, Barranquilla, Colombia             | Colombia             | 1–1     | 2–1       | Vòng loại FIFA World Cup 2014        | [ 29 ]    |
| 20  | 68   | 29 tháng 2 năm 2012  | Sân vận động Wankdorf, Bern, Thụy Sĩ                                     | Thụy Sĩ              | 1–0     | 3–1       | Giao hữu                             | [ 30 ]    |
| 21  | 68   | 29 tháng 2 năm 2012  | Sân vận động Wankdorf, Bern, Thụy Sĩ                                     | Thụy Sĩ              | 2–1     | 3–1       | Giao hữu                             | [ 30 ]    |
| 22  | 68   | 29 tháng 2 năm 2012  | Sân vận động Wankdorf, Bern, Thụy Sĩ                                     | Thụy Sĩ              | 3–1     | 3–1       | Giao hữu                             | [ 30 ]    |
| 23  | 69   | 2 tháng 6 năm 2012   | Sân vận động tượng đài Antonio Vespucio Liberti, Buenos Aires, Argentina | Ecuador              | 3–0     | 4–0       | Vòng loại FIFA World Cup 2014        | [ 31 ]    |
| 24  | 70   | 9 tháng 6 năm 2012   | Sân vận động MetLife, East Rutherford, Hoa Kỳ                            | Brasil               | 1–1     | 4–3       | Giao hữu                             | [ 32 ]    |
| 25  | 70   | 9 tháng 6 năm 2012   | Sân vận động MetLife, East Rutherford, Hoa Kỳ                            | Brasil               | 2–1     | 4–3       | Giao hữu                             | [ 32 ]    |
| 26  | 70   | 9 tháng 6 năm 2012   | Sân vận động MetLife, East Rutherford, Hoa Kỳ                            | Brasil               | 4–3     | 4–3       | Giao hữu                             | [ 32 ]    |
| 27  | 71   | 15 tháng 8 năm 2012  | Commerzbank-Arena, Frankfurt, Đức                                        | Đức                  | 2–1     | 3–1       | Giao hữu                             | [ 33 ]    |
| 28  | 72   | 7 tháng 9 năm 2012   | Sân vận động Mario Alberto Kempes, Córdoba, Argentina                    | Paraguay             | 3–1     | 3–1       | Vòng loại FIFA World Cup 2014        | [ 34 ]    |
| 29  | 74   | 12 tháng 10 năm 2012 | Sân vận động Malvinas Argentinas, Mendoza, Argentina                     | Uruguay              | 1–0     | 3–0       | Vòng loại FIFA World Cup 2014        | [ 35 ]    |
| 30  | 74   | 12 tháng 10 năm 2012 | Sân vận động Malvinas Argentinas, Mendoza, Argentina                     | Uruguay              | 3–0     | 3–0       | Vòng loại FIFA World Cup 2014        | [ 35 ]    |
| 31  | 75   | 16 tháng 10 năm 2012 | Sân vận động Quốc gia Julio Martínez Prádanos, Santiago, Chile           | Chile                | 1–0     | 2–1       | Vòng loại FIFA World Cup 2014        | [ 36 ]    |
| 32  | 78   | 22 tháng 3 năm 2013  | Sân vận động tượng đài Antonio Vespucio Liberti, Buenos Aires, Argentina | Venezuela            | 3–0     | 3–0       | Vòng loại FIFA World Cup 2014        | [ 37 ]    |
| 33  | 82   | 14 tháng 6 năm 2013  | Sân vận động Doroteo Guamuch Flores, Guatemala City, Guatemala           | Guatemala            | 1–0     | 4–0       | Giao hữu                             | [ 38 ]    |
| 34  | 82   | 14 tháng 6 năm 2013  | Sân vận động Doroteo Guamuch Flores, Guatemala City, Guatemala           | Guatemala            | 3–0     | 4–0       | Giao hữu                             | [ 38 ]    |
| 35  | 82   | 14 tháng 6 năm 2013  | Sân vận động Doroteo Guamuch Flores, Guatemala City, Guatemala           | Guatemala            | 4–0     | 4–0       | Giao hữu                             | [ 38 ]    |
| 36  | 83   | 10 tháng 9 năm 2013  | Sân vận động Defensores del Chaco, Asunción, Paraguay                    | Paraguay             | 1–0     | 5–2       | Vòng loại FIFA World Cup 2014        | [ 39 ]    |
| 37  | 83   | 10 tháng 9 năm 2013  | Sân vận động Defensores del Chaco, Asunción, Paraguay                    | Paraguay             | 4–1     | 5–2       | Vòng loại FIFA World Cup 2014        | [ 39 ]    |
| 38  | 86   | 7 tháng 6 năm 2014   | Sân vận động thành phố La Plata, La Plata, Argentina                     | Slovenia             | 2–0     | 2–0       | Giao hữu                             | [ 40 ]    |
| 39  | 87   | 15 tháng 6 năm 2014  | Sân vận động Maracanã, Rio de Janeiro, Brasil                            | Bosna và Hercegovina | 2–0     | 2–1       | FIFA World Cup 2014                  | [ 41 ]    |
| 40  | 88   | 21 tháng 6 năm 2014  | Sân vận động Mineirão, Belo Horizonte, Brasil                            | Iran                 | 1–0     | 1–0       | FIFA World Cup 2014                  | [ 42 ]    |
| 41  | 89   | 25 tháng 6 năm 2014  | Sân vận động Beira-Rio, Porto Alegre, Brasil                             | Nigeria              | 1–0     | 3–2       | FIFA World Cup 2014                  | [ 43 ]    |
| 42  | 89   | 25 tháng 6 năm 2014  | Sân vận động Beira-Rio, Porto Alegre, Brasil                             | Nigeria              | 2–1     | 3–2       | FIFA World Cup 2014                  | [ 43 ]    |
| 43  | 95   | 14 tháng 10 năm 2014 | Sân vận động Hồng Kông, Tảo Can Bộ, Hồng Kông                            | Hồng Kông            | 5–0     | 7–0       | Giao hữu                             | [ 44 ]    |
| 44  | 95   | 14 tháng 10 năm 2014 | Sân vận động Hồng Kông, Tảo Can Bộ, Hồng Kông                            | Hồng Kông            | 7–0     | 7–0       | Giao hữu                             | [ 44 ]    |
| 45  | 96   | 12 tháng 11 năm 2014 | Boleyn Ground, London, Anh                                               | Croatia              | 2–1     | 2–1       | Giao hữu                             | [ 45 ]    |
| 46  | 98   | 13 tháng 6 năm 2015  | Sân vận động La Portada, La Serena, Chile                                | Paraguay             | 2–0     | 2–2       | Copa América 2015                    | [ 46 ]    |
| 47  | 104  | 4 tháng 9 năm 2015   | Sân vận động BBVA Compass, Houston, Hoa Kỳ                               | Bolivia              | 5–0     | 7–0       | Giao hữu                             | [ 47 ]    |
| 48  | 104  | 4 tháng 9 năm 2015   | Sân vận động BBVA Compass, Houston, Hoa Kỳ                               | Bolivia              | 6–0     | 7–0       | Giao hữu                             | [ 47 ]    |
| 49  | 105  | 8 tháng 9 năm 2015   | Sân vận động AT&T, Arlington, Hoa Kỳ                                     | México               | 2–2     | 2–2       | Giao hữu                             | [ 48 ]    |
| 50  | 107  | 29 tháng 3 năm 2016  | Sân vận động Mario Alberto Kempes, Córdoba, Argentina                    | Bolivia              | 2–0     | 2–0       | Vòng loại FIFA World Cup 2018        | [ 49 ]    |
| 51  | 109  | 10 tháng 6 năm 2016  | Soldier Field, Chicago, Hoa Kỳ                                           | Panamá               | 2–0     | 5–0       | Copa América Centenario 2016         | [ 50 ]    |
| 52  | 109  | 10 tháng 6 năm 2016  | Soldier Field, Chicago, Hoa Kỳ                                           | Panamá               | 3–0     | 5–0       | Copa América Centenario 2016         | [ 50 ]    |
| 53  | 109  | 10 tháng 6 năm 2016  | Soldier Field, Chicago, Hoa Kỳ                                           | Panamá               | 4–0     | 5–0       | Copa América Centenario 2016         | [ 50 ]    |
| 54  | 111  | 18 tháng 6 năm 2016  | Sân vận động Gillette, Foxborough, Hoa Kỳ                                | Venezuela            | 3–0     | 4–1       | Copa América Centenario 2016         | [ 51 ]    |
| 55  | 112  | 21 tháng 6 năm 2016  | Sân vận động NRG, Houston, Hoa Kỳ                                        | Hoa Kỳ               | 2–0     | 4–0       | Copa América Centenario 2016         | [ 52 ]    |
| 56  | 114  | 1 tháng 9 năm 2016   | Sân vận động Malvinas Argentinas, Mendoza, Argentina                     | Uruguay              | 1–0     | 1–0       | Vòng loại FIFA World Cup 2018        | [ 53 ]    |
| 57  | 116  | 15 tháng 11 năm 2016 | Sân vận động San Juan del Bicentenario, San Juan, Argentina              | Colombia             | 1–0     | 3–0       | Vòng loại FIFA World Cup 2018        | [ 54 ]    |
| 58  | 117  | 23 tháng 3 năm 2017  | Sân vận động tượng đài Antonio Vespucio Liberti, Buenos Aires, Argentina | Chile                | 1–0     | 1–0       | Vòng loại FIFA World Cup 2018        | [ 55 ]    |
| 59  | 121  | 10 tháng 10 năm 2017 | Sân vận động Olympic Atahualpa, Quito, Ecuador                           | Ecuador              | 1–1     | 3–1       | Vòng loại FIFA World Cup 2018        | [ 56 ]    |
| 60  | 121  | 10 tháng 10 năm 2017 | Sân vận động Olympic Atahualpa, Quito, Ecuador                           | Ecuador              | 2–1     | 3–1       | Vòng loại FIFA World Cup 2018        | [ 56 ]    |
| 61  | 121  | 10 tháng 10 năm 2017 | Sân vận động Olympic Atahualpa, Quito, Ecuador                           | Ecuador              | 3–1     | 3–1       | Vòng loại FIFA World Cup 2018        | [ 56 ]    |
| 62  | 124  | 29 tháng 5 năm 2018  | La Bombonera, Buenos Aires, Argentina                                    | Haiti                | 1–0     | 4–0       | Giao hữu                             | [ 57 ]    |
| 63  | 124  | 29 tháng 5 năm 2018  | La Bombonera, Buenos Aires, Argentina                                    | Haiti                | 2–0     | 4–0       | Giao hữu                             | [ 57 ]    |
| 64  | 124  | 29 tháng 5 năm 2018  | La Bombonera, Buenos Aires, Argentina                                    | Haiti                | 3–0     | 4–0       | Giao hữu                             | [ 57 ]    |
| 65  | 127  | 26 tháng 6 năm 2018  | Sân vận động Krestovsky, Saint Petersburg, Nga                           | Nigeria              | 1–0     | 2–1       | FIFA World Cup 2018                  | [ 58 ]    |
| 66  | 130  | 7 tháng 6 năm 2019   | Sân vận động San Juan del Bicentenario, San Juan, Argentina              | Nicaragua            | 1–0     | 5–1       | Giao hữu                             | [ 59 ]    |
| 67  | 130  | 7 tháng 6 năm 2019   | Sân vận động San Juan del Bicentenario, San Juan, Argentina              | Nicaragua            | 2–0     | 5–1       | Giao hữu                             | [ 59 ]    |
| 68  | 132  | 19 tháng 6 năm 2019  | Sân vận động Mineirão, Belo Horizonte, Brasil                            | Paraguay             | 1–1     | 1–1       | Copa América 2019                    | [ 60 ]    |
| 69  | 137  | 15 tháng 11 năm 2019 | Sân vận động Đại học Nhà vua Saud, Riyadh, Ả Rập Xê Út                   | Brasil               | 1–0     | 1–0       | Superclásico de las Américas de 2019 | [ 61 ]    |
| 70  | 138  | 18 tháng 11 năm 2019 | Sân vận động Bloomfield, Tel Aviv, Israel                                | Uruguay              | 2–2     | 2–2       | Giao hữu                             | [ 62 ]    |
| 71  | 139  | 8 tháng 10 năm 2020  | La Bombonera, Buenos Aires, Argentina                                    | Ecuador              | 1–0     | 1–0       | Vòng loại FIFA World Cup 2022        | [ 63 ]    |
| 72  | 143  | 3 tháng 6 năm 2021   | Sân vận động Único Madre de Ciudades, Santiago del Estero, Argentina     | Chile                | 1–0     | 1–1       | Vòng loại FIFA World Cup 2022        | [ 64 ]    |
| 73  | 145  | 14 tháng 6 năm 2021  | Sân vận động Olímpico Nilton Santos, Rio de Janeiro, Brasil              | Chile                | 1–0     | 1–1       | Copa América 2021                    | [ 65 ]    |
| 74  | 148  | 28 tháng 6 năm 2021  | Arena Pantanal, Cuiabá, Brasil                                           | Bolivia              | 2–0     | 4–1       | Copa América 2021                    | [ 66 ]    |
| 75  | 148  | 28 tháng 6 năm 2021  | Arena Pantanal, Cuiabá, Brasil                                           | Bolivia              | 3–0     | 4–1       | Copa América 2021                    | [ 66 ]    |
| 76  | 149  | 3 tháng 7 năm 2021   | Sân vận động Olympic Pedro Ludovico, Goiânia, Brasil                     | Ecuador              | 3–0     | 3–0       | Copa América 2021                    | [ 67 ]    |
| 77  | 153  | 9 tháng 9 năm 2021   | Sân vận động tượng đài Antonio Vespucio Liberti, Buenos Aires, Argentina | Bolivia              | 1–0     | 3–0       | Vòng loại FIFA World Cup 2022        | [ 68 ]    |
| 78  | 153  | 9 tháng 9 năm 2021   | Sân vận động tượng đài Antonio Vespucio Liberti, Buenos Aires, Argentina | Bolivia              | 2–0     | 3–0       | Vòng loại FIFA World Cup 2022        | [ 68 ]    |
| 79  | 153  | 9 tháng 9 năm 2021   | Sân vận động tượng đài Antonio Vespucio Liberti, Buenos Aires, Argentina | Bolivia              | 3–0     | 3–0       | Vòng loại FIFA World Cup 2022        | [ 68 ]    |
| 80  | 155  | 10 tháng 10 năm 2021 | Sân vận động tượng đài Antonio Vespucio Liberti, Buenos Aires, Argentina | Uruguay              | 1–0     | 3–0       | Vòng loại FIFA World Cup 2022        | [ 69 ]    |
| 81  | 159  | 25 tháng 3 năm 2022  | La Bombonera, Buenos Aires, Argentina                                    | Venezuela            | 3–0     | 3–0       | Vòng loại FIFA World Cup 2022        | [ 70 ]    |
| 82  | 162  | 5 tháng 6 năm 2022   | Sân vận động El Sadar, Pamplona, Tây Ban Nha                             | Estonia              | 1–0     | 5–0       | Giao hữu                             | [ 7 ]     |
| 83  | 162  | 5 tháng 6 năm 2022   | Sân vận động El Sadar, Pamplona, Tây Ban Nha                             | Estonia              | 2–0     | 5–0       | Giao hữu                             | [ 7 ]     |
| 84  | 162  | 5 tháng 6 năm 2022   | Sân vận động El Sadar, Pamplona, Tây Ban Nha                             | Estonia              | 3–0     | 5–0       | Giao hữu                             | [ 7 ]     |
| 85  | 162  | 5 tháng 6 năm 2022   | Sân vận động El Sadar, Pamplona, Tây Ban Nha                             | Estonia              | 4–0     | 5–0       | Giao hữu                             | [ 7 ]     |
| 86  | 162  | 5 tháng 6 năm 2022   | Sân vận động El Sadar, Pamplona, Tây Ban Nha                             | Estonia              | 5–0     | 5–0       | Giao hữu                             | [ 7 ]     |
| 87  | 163  | 23 tháng 9 năm 2022  | Sân vận động Hard Rock, Miami Gardens, Hoa Kỳ                            | Honduras             | 2–0     | 3–0       | Giao hữu                             | [ 71 ]    |
| 88  | 163  | 23 tháng 9 năm 2022  | Sân vận động Hard Rock, Miami Gardens, Hoa Kỳ                            | Honduras             | 3–0     | 3–0       | Giao hữu                             | [ 71 ]    |
| 89  | 164  | 27 tháng 9 năm 2022  | Red Bull Arena, Harrison, Hoa Kỳ                                         | Jamaica              | 2–0     | 3–0       | Giao hữu                             | [ 72 ]    |
| 90  | 164  | 27 tháng 9 năm 2022  | Red Bull Arena, Harrison, Hoa Kỳ                                         | Jamaica              | 3–0     | 3–0       | Giao hữu                             | [ 72 ]    |
| 91  | 165  | 16 tháng 11 năm 2022 | Sân vận động Mohammed bin Zayed, Abu Dhabi, UAE                          | UAE                  | 4–0     | 5–0       | Giao hữu                             | [ 73 ]    |
| 92  | 166  | 22 tháng 11 năm 2022 | Sân vận động Lusail Iconic, Lusail, Qatar                                | Ả Rập Xê Út          | 1–0     | 1–2       | FIFA World Cup 2022                  | [ 74 ]    |
| 93  | 167  | 27 tháng 11 năm 2022 | Sân vận động Lusail Iconic, Lusail, Qatar                                | México               | 1–0     | 2–0       | FIFA World Cup 2022                  | [ 75 ]    |
| 94  | 169  | 3 tháng 12 năm 2022  | Sân vận động Ahmed bin Ali, Al-Rayyan, Qatar                             | Úc                   | 1–0     | 2–1       | FIFA World Cup 2022                  | [ 76 ]    |
| 95  | 170  | 9 tháng 12 năm 2022  | Sân vận động Lusail Iconic, Lusail, Qatar                                | Hà Lan               | 2–0     | 2–2 (4–3) | FIFA World Cup 2022                  | [ 77 ]    |
| 96  | 171  | 13 tháng 12 năm 2022 | Sân vận động Lusail Iconic, Lusail, Qatar                                | Croatia              | 1–0     | 3–0       | FIFA World Cup 2022                  | [ 78 ]    |
| 97  | 172  | 18 tháng 12 năm 2022 | Sân vận động Lusail Iconic, Lusail, Qatar                                | Pháp                 | 1–0     | 3–3 (4–2) | FIFA World Cup 2022                  | [ 79 ]    |
| 98  | 172  | 18 tháng 12 năm 2022 | Sân vận động Lusail Iconic, Lusail, Qatar                                | Pháp                 | 3–2     | 3–3 (4–2) | FIFA World Cup 2022                  | [ 79 ]    |
| 99  | 173  | 23 tháng 3 năm 2023  | Sân vận động tượng đài Antonio Vespucio Liberti, Buenos Aires, Argentina | Panamá               | 2–0     | 2–0       | Giao hữu                             | [ 80 ]    |
| 100 | 174  | 28 tháng 3 năm 2023  | Sân vận động Único Madre de Ciudades, Santiago del Estero, Argentina     | Curaçao              | 1–0     | 7–0       | Giao hữu                             | [ 81 ]    |
| 101 | 174  | 28 tháng 3 năm 2023  | Sân vận động Único Madre de Ciudades, Santiago del Estero, Argentina     | Curaçao              | 3–0     | 7–0       | Giao hữu                             | [ 81 ]    |
| 102 | 174  | 28 tháng 3 năm 2023  | Sân vận động Único Madre de Ciudades, Santiago del Estero, Argentina     | Curaçao              | 5–0     | 7–0       | Giao hữu                             | [ 81 ]    |
| 103 | 175  | 15 tháng 6 năm 2023  | Sân vận động Công nhân, Bắc Kinh, Trung Quốc                             | Úc                   | 1–0     | 2–0       | Giao hữu                             | [ 82 ]    |
| 104 | 176  | 7 tháng 9 năm 2023   | Sân vận động tượng đài Antonio Vespucio Liberti, Buenos Aires, Argentina | Ecuador              | 1–0     | 1–0       | Vòng loại FIFA World Cup 2026        | [ 83 ]    |
| 105 | 178  | 18 tháng 10 năm 2023 | Sân vận động quốc gia Lima, Lima, Peru                                   | Perú                 | 1–0     | 2–0       | Vòng loại FIFA World Cup 2026        | [ 84 ]    |
| 106 | 178  | 18 tháng 10 năm 2023 | Sân vận động quốc gia Lima, Lima, Peru                                   | Perú                 | 2–0     | 2–0       | Vòng loại FIFA World Cup 2026        | [ 84 ]    |
| 107 | 182  | 14 tháng 6 năm 2024  | Commanders Field, Landover, Hoa Kỳ                                       | Guatemala            | 1–1     | 4–1       | Giao hữu                             | [ 85 ]    |
| 108 | 182  | 14 tháng 6 năm 2024  | Commanders Field, Landover, Hoa Kỳ                                       | Guatemala            | 4–1     | 4–1       | Giao hữu                             | [ 85 ]    |
| 109 | 186  | 9 tháng 7 năm 2024   | Sân vận động MetLife, Đông Rutherford, Hoa Kỳ                            | Canada               | 2–0     | 2–0       | 2024 Copa América                    | [ 86 ]    |
| 110 | 189  | 15 tháng 10 năm 2024 | Sân vận động tượng đài Antonio Vespucio Liberti, Buenos Aires, Argentina | Bolivia              | 1–0     | 6–0       | Vòng loại FIFA World Cup 2026        | [ 87 ]    |
| 111 | 189  | 15 tháng 10 năm 2024 | Sân vận động tượng đài Antonio Vespucio Liberti, Buenos Aires, Argentina | Bolivia              | 5–0     | 6–0       | Vòng loại FIFA World Cup 2026        | [ 87 ]    |
| 112 | 189  | 15 tháng 10 năm 2024 | Sân vận động tượng đài Antonio Vespucio Liberti, Buenos Aires, Argentina | Bolivia              | 6–0     | 6–0       | Vòng loại FIFA World Cup 2026        | [ 87 ]    |

## Hat-trick

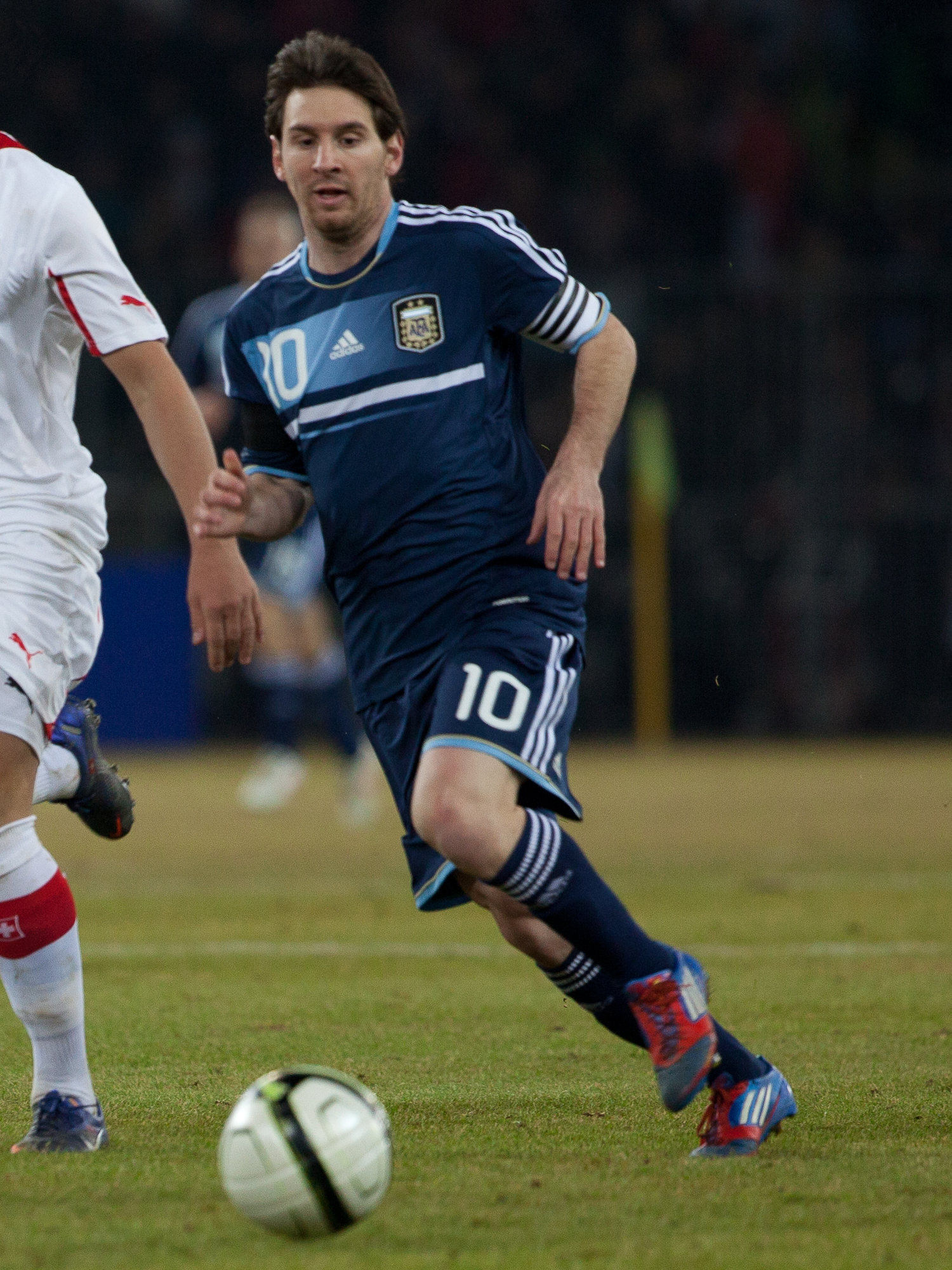
Messi ghi hat-trick quốc tế đầu tiên vào lưới Thụy Sĩ vào tháng 2/2012.

| STT | Đối thủ   | Bàn thắng                | Ghi bàn | Địa điểm                                                                 | Giải đấu                      | Ngày                 | Tham khảo |
| --- | --------- | ------------------------ | ------- | ------------------------------------------------------------------------ | ----------------------------- | -------------------- | --------- |
| 1   | Thụy Sĩ   | 3 - (1–0 ', 2–1', 3–1 ') | 3–1     | Sân vận động Wankdorf, Bern                                              | Giao hữu                      | 29 tháng 2 năm 2012  | [ 30 ]    |
| 2   | Brasil    | 3 - (1–1 ', 2–1', 4–3 ') | 4–3     | Sân vận động MetLife, East Rutherford                                    | Giao hữu                      | 9 tháng 6 năm 2012   | [ 32 ]    |
| 3   | Guatemala | 3 - (1–0 ', 3–0', 4–0 ') | 4–0     | Sân vận động Doroteo Guamuch Flores, Thành phố Guatemala                 | Giao hữu                      | 14 tháng 6 năm 2013  | [ 38 ]    |
| 4   | Panamá    | 3 - (2–0 ', 3–0', 4–0 ') | 5–0     | Soldier Field, Chicago                                                   | Cúp bóng đá toàn châu Mỹ 2016 | 10 tháng 6 năm 2016  | [ 50 ]    |
| 5   | Ecuador   | 3 - (1–1 ', 2–1', 3–1 ') | 3–1     | Sân vận động Olympic Atahualpa, Quito                                    | Vòng loại FIFA World Cup 2018 | 10 tháng 10 năm 2017 | [ 56 ]    |
| 6   | Haiti     | 3 - (1–0 ', 2–0', 3–0 ') | 4–0     | La Bombonera, Buenos Aires                                               | Giao hữu                      | 29 tháng 5 năm 2018  | [ 57 ]    |
| 7   | Bolivia   | 3 – (1–0', 2–0', 3–0')   | 3–0     | El Monumental, Buenos Aires, Argentina                                   | Vòng loại World Cup 2022      | 9 tháng 9 năm 2021   | [ 88 ]    |
| 8   | Estonia   | 3 – (1–0', 2–0', 3–0')   | 5–0     | Sân vận động El Sadar, Pamplona, Tây Ban Nha                             | Giao hữu                      | 5 tháng 6 năm 2022   | [ 88 ]    |
| 9   | Curaçao   | 3 – (1–0', 3–0', 5–0')   | 7–0     | Sân vận động Único Madre de Ciudades, Santiago del Estero, Argentina     | Giao hữu                      | 28 tháng 3 năm 2023  | [ 89 ]    |
| 10  | Bolivia   | 3 – (1–0', 5–0', 6–0')   | 6–0     | Sân vận động tượng đài Antonio Vespucio Liberti, Buenos Aires, Argentina | Vòng loại FIFA World Cup 2026 | 15 tháng 10 năm 2024 | [ 87 ]    |

## Số liệu thống kê
Tính đến 14 tháng 7 năm 2024
| Năm       | Thống kê      | Thống kê  | Giao hữu      | Giao hữu  | Tổng cộng     | Tổng cộng |
| Năm       | Số lần ra sân | Bàn thắng | Số lần ra sân | Bàn thắng | Số lần ra sân | Bàn thắng |
| --------- | ------------- | --------- | ------------- | --------- | ------------- | --------- |
| 2005      | 3             | 0         | 2             | 0         | 5             | 0         |
| 2006      | 3             | 1         | 4             | 1         | 7             | 2         |
| 2007      | 10            | 4         | 4             | 2         | 14            | 6         |
| 2008      | 6             | 1         | 2             | 1         | 8             | 2         |
| 2009      | 8             | 1         | 2             | 2         | 10            | 3         |
| 2010      | 5             | 0         | 5             | 2         | 10            | 2         |
| 2011      | 8             | 2         | 5             | 2         | 13            | 4         |
| 2012      | 5             | 5         | 4             | 7         | 9             | 12        |
| 2013      | 5             | 3         | 2             | 3         | 7             | 6         |
| 2014      | 7             | 4         | 7             | 4         | 14            | 8         |
| 2015      | 6             | 1         | 2             | 3         | 8             | 4         |
| 2016      | 10            | 8         | 1             | 0         | 11            | 8         |
| 2017      | 5             | 4         | 2             | 0         | 7             | 4         |
| 2018      | 4             | 1         | 1             | 3         | 5             | 4         |
| 2019      | 6             | 1         | 4             | 4         | 10            | 5         |
| 2020      | 4             | 1         | 0             | 0         | 4             | 1         |
| 2021      | 13            | 9         | 0             | 0         | 13            | 9         |
| 2022      | 10            | 8         | 4             | 10        | 14            | 18        |
| 2023      | 4             | 4         | 3             | 5         | 8             | 8         |
| 2024      | 5             | 1         | 2             | 2         | 7             | 3         |
| Tổng cộng | 131           | 58        | 56            | 51        | 187           | 109       |

| Giải đấu                                | Số lần ra sân | Bàn thắng |
| --------------------------------------- | ------------- | --------- |
| Giao hữu                                | 56            | 51        |
| Cúp bóng đá Nam Mỹ                      | 39            | 14        |
| Vòng loại Giải vô địch bóng đá thế giới | 64            | 31        |
| Giải vô địch bóng đá thế giới           | 26            | 13        |
| Siêu cúp Liên lục địa CONMEBOL–UEFA     | 1             | 0         |
| Tổng cộng                               | 187           | 109       |

| Đối thủ              | Bàn thắng |
| -------------------- | --------- |
| Bolivia              | 8         |
| Ecuador              | 7         |
| Uruguay              | 6         |
| Brasil               | 5         |
| Chile                | 5         |
| Estonia              | 5         |
| Guatemala            | 5         |
| Paraguay             | 5         |
| Venezuela            | 5         |
| México               | 4         |
| Panamá               | 4         |
| Colombia             | 3         |
| Croatia              | 3         |
| Curaçao              | 3         |
| Pháp                 | 3         |
| Haiti                | 3         |
| Nigeria              | 3         |
| Perú                 | 3         |
| Thụy Sĩ              | 3         |
| Algérie              | 2         |
| Úc                   | 2         |
| Honduras             | 2         |
| Hồng Kông            | 2         |
| Jamaica              | 2         |
| Nicaragua            | 2         |
| Tây Ban Nha          | 2         |
| Albania              | 1         |
| Bosna và Hercegovina | 1         |
| Canada               | 1         |
| Đức                  | 1         |
| Iran                 | 1         |
| Hà Lan               | 1         |
| Bồ Đào Nha           | 1         |
| Ả Rập Xê Út          | 1         |
| Serbia và Montenegro | 1         |
| Slovenia             | 1         |
| UAE                  | 1         |
| Hoa Kỳ               | 1         |
| Tổng                 | 109       |

| Bài viết này là một phần của loạt bài về Lionel Messi                                                           |                                                       |
| --- | ----------------------------------------------------- |
| Cầu thủ bóng đá chuyên nghiệp người Argentina Eponym và nghệ thuật công cộng Truyền thông Gia đình Có liên quan |                                                       |
| x t s |                                                       |
| Lionel Messi | Bài viết này là một phần của loạt bài về Lionel Messi |

| Lionel Messi | Bài viết này là một phần của loạt bài về Lionel Messi |

1. 1 2 3 4 5 6 7 8  Số lần ra sân ở Vòng loại Giải vô địch bóng đá thế giới
2. 1 2 3 4  Số lần ra sân ở Giải vô địch bóng đá thế giới
3. ↑  6 lần ra sân và 2 bàn thắng ở Cúp bóng đá Nam Mỹ, 4 lần ra sân và 2 bàn thắng ở Vòng loại Giải vô địch bóng đá thế giới
4. ↑  4 lần ra sân ở Cúp bóng đá Nam Mỹ, 4 lần ra sân và 2 bàn thắng ở Vòng loại Giải vô địch bóng đá thế giới
5. 1 2 3  Số lần ra sân ở Cúp bóng đá Nam Mỹ
6. ↑  5 lần ra sân và 3 bàn thắng ở Vòng loại Giải vô địch bóng đá thế giới, 5 lần ra sân và 5 bàn thắng ở Cúp bóng đá Nam Mỹ
7. ↑  6 lần ra sân và 5 bàn thắng ở vòng loại Giải vô địch bóng đá thế giới, 7 lần ra sân và 4 bàn thắng ở Cúp bóng đá Nam Mỹ
8. ↑  Ra sân hai lần và ghi một bàn thắng ở vòng loại Giải vô địch bóng đá thế giới, một lần ra sân tại Siêu cúp Liên lục địa